# Jesús López-Cancio
Jesús López-Cancio Fernández (Avilés, 28 de agosto de 1917-Tapia de Casariego, 27 de julio de 2008) fue un político español que ocupó diversos puestos durante la dictadura franquista, como los de gobernador civil y jefe provincial del «Movimiento» en Madrid, Palencia, Santander y Navarra.

## Biografía
Nacido en Avilés en 1917, se licenció y doctoró en derecho por la Universidad de Oviedo. Ingresó en Falange Española de las JONS en 1936. Igualmente se afilió al Sindicato Español Universitario (SEU) mientras realizaba sus estudios universitarios. Participó en la Guerra civil encuadrado en las filas del Bando sublevado, luchando en una Bandera de Falange.
Terminada la contienda, ocupó diversos cargos. Fue jefe del Frente de Juventudes en el Distrito Universitario de Oviedo durante cinco años, delegado provincial del Frente de Juventudes de Asturias, alcalde del concejo de Tapia de Casariego en la década de 1940, vicesecretario provincial de Ordenación Económica o gobernador civil de Palencia. Durante su mandato impulsó la implantación del Frente de Juventudes y la Sección Femenina en la provincia, y creó el patronato provincial «Caudillo Franco» en aras de facilitar la construcción de viviendas. Considerado un político «pragmático», en 1955 fue nombrado delegado nacional del Frente de Juventudes en sustitución de José Antonio Elola-Olaso.
Con posterioridad ejercería como gobernador civil de las provincias de Navarra, Santander y Madrid, y, por último y ya en los inicios de la transición, ministro-letrado del Tribunal de Cuentas por nombramiento real. Detentó también el cargo de procurador en las Cortes franquistas entre 1956 y 1967. A la llegada de la democracia se alejó de la vida política.
Miembro de la Real Sociedad Económica Matritense de Amigos del País, dirigió la revista de difusión cultural de la misma, La Torre de los Lujanes, donde se publicaron varios artículos suyos. Es autor también de la obra titulada Memoria de algunas palabras (4 vols., Madrid-Santander, 1966-1975).